# Centar za ženske studije
Centar za ženske studije prvi je multidisciplinarni i interdisciplinarni studij o ženskoj tematici u Hrvatskoj, osnovan u Zagrebu 1995. godine. Organiziraju ga i vode feministkinje, znanstvenice, umjetnice i žene s iskustvom iz ženskog i civilnog aktivizma. Centar je mjesto susreta akademskog diskursa, aktivističkog angažmana i umjetničke prakse. U okviru Centra obavlja se izdavačka i knjižnična djelatnost, provode se istraživački, kulturno-umjetnički i drugi projekti. Centar vodi brigu i upravlja Memorijalnim stanom Marije Jurić Zagorke.

## Povijest
Osnivačice Centra za ženske studije su: Aida Bagić, Rada Borić, Nadežda Čačinovič, Sanja Iveković, Željka Jelavić, Biljana Kašić, Jasmina Lukić, Nela Pamuković, Karmen Ratković, Vesna Teršelič, Neva Tölle i Maja Uzelac. Centar je nastao 1995. godine kao reakcija na ratni i poslijeratni kontekst u Hrvatskoj, sa željom rješavanja problema s kojima su se kao posljedicama rata suočavale žene. Osnovna zamisao u pokretanju Centra za ženske studije bila je mogućnost obrazovanja i istraživanja ženske tematike - interdisciplinarno, interaktivno i na kritičkim modelima spoznaje.
Centar za ženske studije aktivno sudjeluje u promicanju vrijednosti civilnog društva i rodne ravnopravnosti te kroz niz projekata i pružanjem stručnih znanja utječe na javne politike, izmjene u zakonodavstvu, promjenu paradigme u obrazovanju te daje podršku inicijativama koje se bave ženskom tematikom, u lokalnom, regionalnom i međunarodnom kontekstu.

## Obrazovni program Ženskih studija
Od 1995. godine do danas Centar provodi obrazovni program Ženskih studija. Program djeluje na promicanju ženskostudijskih tema na sveučilištu, potiče istraživanja povijesti i kulture, roda/spola, moći i znanja; pridonosi promicanju rodno osviještene politike iz kritičkog feminističkog gledišta. Program se tijekom godina se mijenjao sadržajem i koncepcijom, unapređujući metode rada, stvarajući nove obrazovne smjernice. Metodologija, teorije i pedagogija se ne zasnivaju na hijerarhijskim i neoliberalno-natjecateljskim modelima učenja, već na principima jednakosti, sudjelovanja i feminističkim principima.
Centar za ženske studije je od 1999. suorganizator poslijediplomskog seminara Feminisms in a transnational perspective koji se svake godine u svibnju održava pri Interuniverzitetskom centru IUC u Dubrovniku.

## Memorijalni stan Marije Jurić Zagorke
Od 2009. godine, kada je Grad Zagreb otkupio stan od njezinih nasljednika, Centar za ženske studije vodi brigu i upravlja Memorijalnim stanom hrvatske književnice i novinarke Marije Jurić Zagorke na adresi Dolac 8, Zagreb. Centar u stanu provodi dokumentacijsko-informativne, obrazovne i kulturne aktivnosti vezane uz proučavanje i promicanje nasljeđa djela Marije Jurić Zagorke i tema vezanih uz žensko stvaralaštvo. Svake godine Centar u suradnji s Odsjekom za komparativnu književnost Filozofskog fakulteta u Zagrebu organizira kulturno-znanstvenu manifestaciju, Dani Marije Jurić Zagorke. Memorijalni stan otvoren je za javnost i posjete. 
Godine 2017., u suradnji Centra za ženske studije s Hrvatskim novinarskim društvom, stvorena je digitalna zbirka osobnih dokumenata i korespodencije Marije Jurić Zagorke.

## Projekti
Centar za ženske studije provodi istraživačke, kulturno-umjetničke i druge projekte vezane uz njegovo programsko usmjerenje. Istraživački projekti vezani su uz ženskostudijsko obrazovanje i rodnu jednakost. Kulturno-umjetnički projekti vezani su uz žensko stvaralaštvo, povijest i suvremenu žensku umjetničku produkciju. Dio projekata vezan je uz programe Europske unije kojima se odgovara na teme vezane uz žensko osnaživanje, rodnu jednakost i ženska ljudska prava.

## Knjižnica
Knjižnica Centra za ženske studije razvijala se kao ženskostudijska knjižnica. Pokrenuta je za potrebe studentica i suradnica te za obrazovno-istraživačke potrebe. Teme koje obuhvaća knjižnična građa su feministička teorija, feministička književna kritika i ženska književnost, nasilje nad ženama, ženska ljudska prava, feministički pristup pravdi, ekonomiji, politici, lezbijski i queer studiji, ženske umjetničke teorije i prakse, ženska povijest, ženski pokreti. Knjižnica raspolaže s oko 4000 naslova knjiga, 6 časopisa s područja ženskih i rodnih studija te feminističke teorije. Sastavni dio knjižnice je Zbirka Marije Jurić Zagorke. Knjižnica je otvorena najširem krugu korisnica i korisnika.

## Izdavaštvo
Izdavački program Centra za ženske studije pokrenut je sa željom da se ispuni praznina u ponudi feminističke literature na hrvatskome jeziku i potakne objavljivanje srodnih tema. U okviru nakladništva osnovane su tematske biblioteke Virginia Woolf, Žene i… te Feminizmi u transnacionalnoj perspektivi. Centar objavljuje zbornike radova međunarodnog znanstvenog skupa Marija Jurić Zagorka – život, djelo, naslijeđe.

### ČasopisTreća
Treća je interdisciplinarni teorijsko-istraživački časopis osnovan 1998. godine s namjerom informiranja i promicanja suvremenih teorijskih promišljanja iz feminističke perspektive. Časopis Treća donosi stručne, znanstvene i esejističke tekstove s područja proučavanja ženskih i rodnih studija, kulturalnih studija, feminističke teorije, suvremenih umjetničkih praksi, književnosti, kazališta, filma i novih medija te prikaze knjiga iz recentne ženskostudijske i rodnostudijske produkcije. Od 2017. godine je digitaliziran i dostupan na mrežnim stranicama Centra. Povodom 20. obljetnice Centra za ženske studije, 2016. godine objavljen je tematski broj časopisa Treća naslovljen Re/generacijski feminizmi: prema dijalogu teorija u iskustava.

## Vanjske poveznice
- Internetska stranica Centra za ženske studije